# 秋田北港站
秋田北港站（日语：／ Akita-kitakō eki */?）是一個位於秋田縣秋田市飯島古道下川端，屬於秋田臨海鐵道線（北線）的貨物站。

## 相鄰車站
秋田臨海鐵道
秋田臨海鐵道線（北線）
中島埠頭－秋田北港